# Marco Cassetti
Marco Cassetti (ur. 29 maja 1977 w Brescii) – piłkarz włoski grający na pozycji prawego obrońcy lub pomocnika.

## Kariera klubowa
Cassetti urodził się w mieście Brescia w regionie Lombardia. Jednak karierę piłkarską rozpoczął w AC Montichiari. Zespół ten grał w jednej z okręgowych lig Włoch i Cassetti zadebiutował w nim w 1997 roku w wieku 20 lat. Po 2 latach gry w Montichiari na sezon 1998/1999 Marco trafił do grającego wówczas w Serie C1 zespołu AC Lumezzane. Rozegrał tam 19 meczów i zdobył 2 gole, a Lumezzane zajęło 3. miejsce w lidze i wystąpiło w barażach o Serie B. Tam jednak w finale przegrało z AC Pistoiese i nie zdołało awansować o klasę wyżej.
W 2000 roku Cassetti przeszedł do Hellas Werona. W Serie A zadebiutował już w 1. kolejce, 30 września 2000 w zremisowanym 1:1 wyjazdowym meczu z AS Bari. W sezonie 2000/2001 Veronie po wygranych barażach z Regginą Calcio udało się pozostać w Serie A na kolejny sezon. W sezonie 2001/2002 Cassetti nie pomógł Weronie w utrzymaniu w lidze i ta spadła o klasę niżej. Grając w Serie B Cassetti na stałe wywalczył miejsce w składzie werońskiego klubu.
W 2003 roku Cassetti przystał na propozycję beniaminka Serie A, US Lecce. 14 września 2003 w 2. kolejce ligowej, w meczu z Anconą Calcio, strzelił gola ustalającego wynik spotkania na 3:1 i był to jego pierwszy gol w karierze w historii występów w Serie A. W 2005/2006 Lecce zajęło 18. pozycję w lidze, co wiązało się z degradacją do Serie B.
Latem 2006 Cassetti zmienił klub. Podpisał 4-letni kontrakt z zespołem AS Roma, która zapłaciła za niego sumę 1,5 miliona euro. W zespole Romy zadebiutował 12 września 2006 w meczu Ligi Mistrzów z Szachtarem Donieck, wygranym przez Romę 4:0. 6 grudnia 2009 roku Casetti strzelił zwycięską bramkę w wygranych 1:0 derbach Rzymu z S.S. Lazio. W 2007, 2008 i 2010 roku został z Romą wicemistrzem Włoch. W 2007 i 2008 zdobył też Puchar Włoch.
| Sezon   | Klub           | Kraj   | Rozgrywki    | Mecze | Bramki |
| ------- | -------------- | ------ | ------------ | ----- | ------ |
| 1998/99 | AC Lumezzane   | Włochy | Serie C1     | 19    | 2      |
| 1999/00 | AC Lumezzane   | Włochy | Serie C1     | 31    | 1      |
| 2000/01 | Hellas Werona  | Włochy | Serie A      | 12    | 0      |
| 2001/02 | Hellas Werona  | Włochy | Serie A      | 14    | 0      |
| 2002/03 | Hellas Werona  | Włochy | Serie B      | 35    | 7      |
| 2003/04 | US Lecce       | Włochy | Serie A      | 30    | 5      |
| 2004/05 | US Lecce       | Włochy | Serie A      | 36    | 4      |
| 2005/06 | US Lecce       | Włochy | Serie A      | 29    | 0      |
| 2006/07 | AS Roma        | Włochy | Serie A      | 28    | 2      |
| 2007/08 | AS Roma        | Włochy | Serie A      | 27    | 0      |
| 2008/09 | AS Roma        | Włochy | Serie A      | 20    | 0      |
| 2009/10 | AS Roma        | Włochy | Serie A      | 29    | 2      |
| 2010/11 | AS Roma        | Włochy | Serie A      | 32    | 0      |
| 2011/12 | AS Roma        | Włochy | Serie A      | 7     | 0      |
| 2012/13 | Udinese Calcio | Włochy | Serie A      | 0     | 0      |
| 2012/13 | Watford (wyp.) | Anglia | Championship | 38    | 0      |
| 2013/14 | Watford        | Anglia | Championship | 35    | 1      |
| 2014/15 | Como           | Włochy | Lega Pro     | 10    | 0      |
| 2015/16 | Como           | Włochy | Serie B      | 31    | 1      |

## Kariera reprezentacyjna
W reprezentacji Włoch Cassetti zadebiutował za kadencji Marcello Lippiego, 30 marca 2005 roku w zremisowanym 0:0 towarzyskim meczu z reprezentacją Islandii. Zmienił wtedy w przerwie Marco Materazziego. Do 2008 roku rozegrał w reprezentacji Włoch 5 meczów.